# Eparchia di Olomouc e Brno

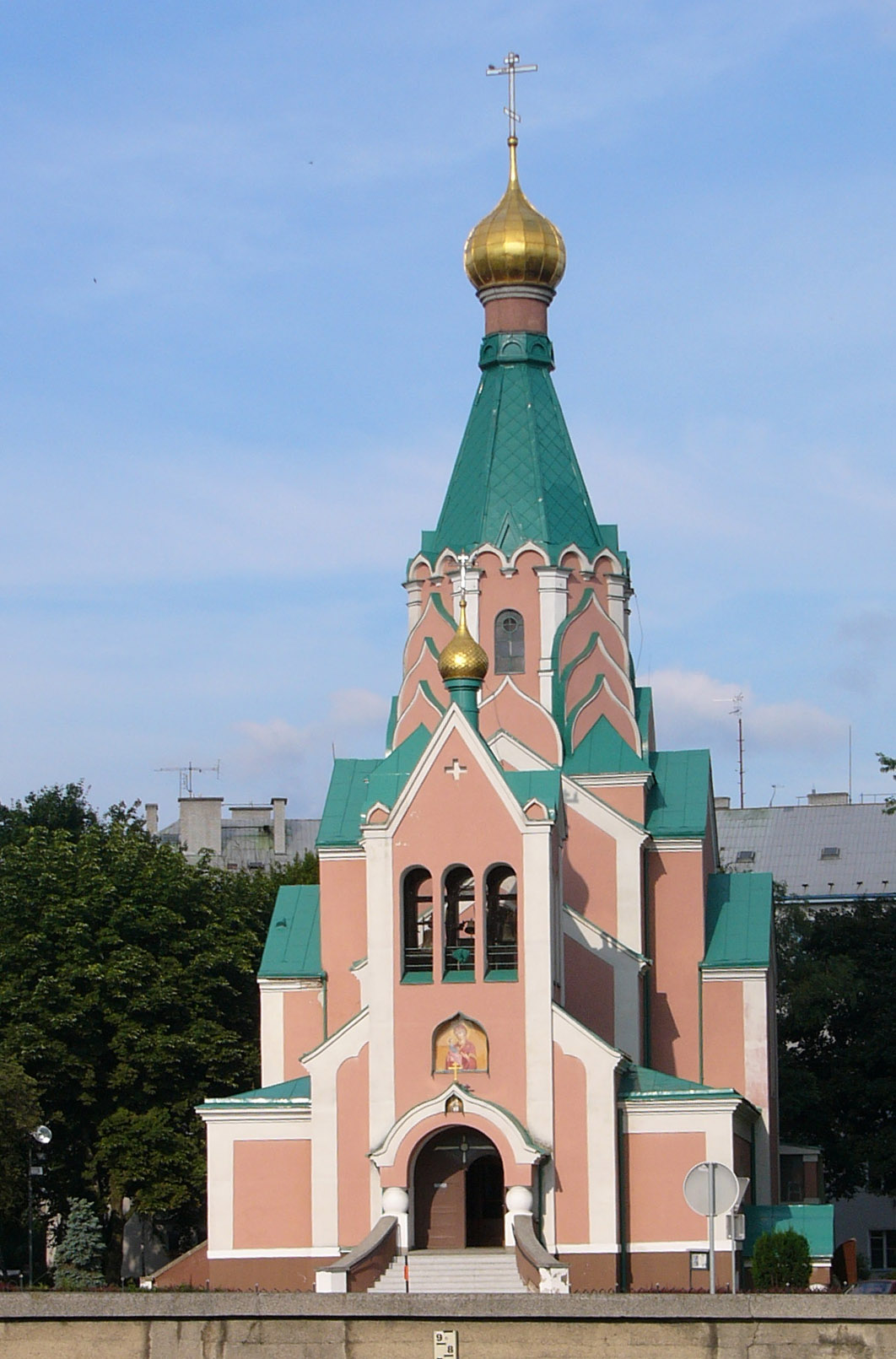
Cattedrale di San Gorazd a Olomouc

L'eparchia di Olomouc e Brno (in ceco: Olomoucko-Brněnská eparchie; in russo: Оломоуцкая и Брненская епархия) riunisce le parrocchie ortodosse presenti nel territorio della Moravia, in Repubblica Ceca, ed ha sede a Praga, dove si trova la cattedrale di San Gorazd.

## Storia
Il 7 dicembre del 1949 il Congresso della chiesa ortodossa cecoslovacca tenutosi a Praga ha eretto l'eparchia di Olomouc e Brno e l'eparchia di Praga, decisione presa in comunione con il sinodo della chiesa ortodossa russa, sotto la cui giurisdizione ricadeva allora il governo della chiesa ortodossa in Cecoslovacchia. Alla sua fondazione la nuova eparchia contava 15 parrocchie, divenute 24 appena l'anno seguente. Tra gli anni 1959 e 1982 l'eparchia è rimasta sede vacante ed ha conosciuto una fase di stallo nelle proprie attività pastorali. Nel 2000 contava 30 parrocchie.